# Jurij Ivanovics Malencsenko
Jurij Ivanovics Malencsenko (oroszul: Юрий Иванович Маленченко; Hruscsov, Kirovohradi terület, 1961. december 22.–) orosz/ukrán pilóta, űrhajós, ezredes.

## Életpálya
Középfokú mérnök-pilóta diplomáját 1983-ban a Harkovi Katonai Repülési Főiskolán szerezte. Katonai beosztásai: pilóta, vezető pilóta, csoportvezető pilóta, egységparancsnok. 1993-ban a Zsukovszkij Repülő Akadémián mérnöki diplomát kapott. Több mint 830 órát töltött a levegőben, 150 ejtőernyős ugrást hajtott végre.
1987. március 26-tól részesült űrhajóskiképzésben. Öt űrszolgálat alatt közel két évet, összesen 641 napot, 11 órát és 22 percet töltött a világűrben. Szolgálata alatt öt űrsétát (kutatás, szerelés) hajtott végre, összesen 30 óra 07 perc időtartamban. Űrhajós pályafutását 2009. július 27-én fejezte be.

## Űrrepülések
- Szojuz TM–19 kutatásért felelős parancsnok. Összesen 125 napot, 22 órát, 53 percet és 36 másodpercet tevékenykedett a világűrben. Két űrséta alatt (kutatás, szerelés) 11 óra 7 percet volt az űrállomáson kívül.
- STS–106 küldetésfelelős az Atlantis űrrepülőgép fedélzetén. Összesen 11 napot, 19 órát, 12 percet és 14 másodpercet tevékenykedett a világűrben. Repülés közben 6 óra és 14 perces űrsétát végzett.
- Szojuz TMA–2  kutatásért felelős parancsnok. Összesen 184 napot, 22 órát, 46 percet és 28 másodpercet tevékenykedett a világűrben.
- Szojuz TMA–11  kutatásért felelős parancsnok. Összesen 191 napot, 19 órát, 13 percet és 21 másodperc tevékenykedett a világűrben. Egy űrséta alatt (kutatás, szerelés) 6 óra 55 percet volt az űrállomáson kívül. 2008. április 19-én technikai okok miatt a leszállási körzettől 475 kilométerrel értek Földet.
- Szojuz TMA–05M  kutatásért felelős parancsnok. Összesen 126 napot, 23 órát, 13 percet és 17 másodpercet tevékenykedett a világűrben.

### Tartalék személyzet
- Szojuz TM–18 felelős parancsnok
- Szojuz TMA–9 felelős parancsnok
- Szojuz TMA–03M felelős parancsnok

## Kitüntetések
- Kétszer kapta meg a Szovjetunió Hőse kitüntetést.